# Зомби (фильм, 2018)
Зомби (англ. Zombies) — американский мюзикл и оригинальный фильм канала Disney, премьера которого состоялась 16 февраля 2018 года на Disney Channel.

## Сюжет
Пятьдесят лет назад в маленьком городке Сибрук на электростанции произошла авария, благодаря которой половина населения превратилась в зомби, которые жаждали поедать мозги. Та часть населения которая не пострадала от аварии, соорудила стену, та часть, что за стеной стала называться Зомбитаун. Спустя какое-то время учёные изобрели браслет, который позволял зомби контролировать себя и свою жажду мозгов. И вот, уже в наше время детям из Зомбитауна разрешили учиться в обычной школе, что, естественно, понравилось не всем, но из-за дружбы зомби и черлидерши людям пришлось изменить свои взгляды по поводу зомби.

## В ролях
- Майло Манхейм — Зед
- Мэг Доннелли — Аддисон
- Тревор Торджман — Баки
- Кайли Расселл — Элиза
- Карла Джеффри — Бри
- Кингстон Фостер — Зои
- Джеймс Годфри — Бонзо
- Наоми Сникус — мисс Ли
- Джонатан Лэнгдон — Тренер
- Пол Хопкинс — Дейл
- Мари Уорд — Мисси
- Тони Наппо — Зевон
- Эмилия Маккарти — Лейси
- Микки Нгуйен — Трейси
- Жасмин Ренэ Томас — Стейси

## Производство
Производство фильма началось в мае 2017 года. Фильм снимался в Торонто более 10 недель.

## Релиз
Премьера фильма состоялась 16 февраля 2018 года на канале Дисней.

## Рейтинги
Во время своей премьеры фильм привлёк в общей сложности 2,57 миллиона зрителей с рейтингом 0,46 для людей в возрасте 18-49 лет. За выходные фильм крутился 8 раз и достиг 10,3 миллиона зрителей.

## Продолжение
11 февраля 2019 года было объявлено о продолжение фильма с возвращающимися актёров, режиссёра и сценаристов. Съёмки второй части состоятся весной 2019 года.